# Phrynotettix tshivavensis
Phrynotettix tshivavensis är en insektsart som först beskrevs av Samuel Stehman Haldeman 1852.  Phrynotettix tshivavensis ingår i släktet Phrynotettix och familjen Romaleidae.

## Underarter
Arten delas in i följande underarter:
- P. t. verruculatus
- P. t. taosanus
- P. t. tshivavensis
- P. t. pusillus
- P. t. magnus